# Mycaranthes tricuspidata
Mycaranthes tricuspidata là một loài thực vật có hoa trong họ Lan. Loài này được (Rolfe) Rauschert mô tả khoa học đầu tiên năm 1983.